# خانه رضایی
خانه رضایی مربوط به دوره پهلوی دوم است و در احمدآباد، خیابان آیت‌الله فکور، خیابان امام خمینی، پلاک ۷۳ واقع شده و این اثر در تاریخ ۲ بهمن ۱۳۸۲ با شمارهٔ ثبت ۱۰۸۰۰ به‌عنوان یکی از آثار ملی ایران به ثبت رسیده‌است.